# Michael Duvert
Michael Duvert é um ator estadunidense, mais conhecido por seu trabalho como Dax Ryston na telenovela Saints & Sinners. Outros trabalhos notáveis incluem participações em One Life to Live e All My Children.

## Filmografia

### Televisão
- 2007 Saints & Sinners como Dax Ryston
- 2006 Scarlett como Sebastian
- 2005 One Life to Live como Dr. Phil Jamison
- 2004 The Jury como Reverendo Wynn

### Cinema
- 2005 The Thing About My Folks como Ramone Asquincella
- 2004 Brother to Brother como Thug
- 2003 The Killing Zone como Dr. Stephen Atong
- 1995 Jeffrey como Sean